# Crotalaria quibeiensis
Crotalaria quibeiensis är en ärtväxtart som beskrevs av C.Y.Yang. Crotalaria quibeiensis ingår i släktet sunnhampor, och familjen ärtväxter. Inga underarter finns listade i Catalogue of Life.